# Belikarpuravalli, Arkalgud
Belikarpuravalli là một làng thuộc tehsil Arkalgud, huyện Hassan, bang Karnataka, Ấn Độ.